# Damon d'Athènes
Pour les articles homonymes, voir Damon.

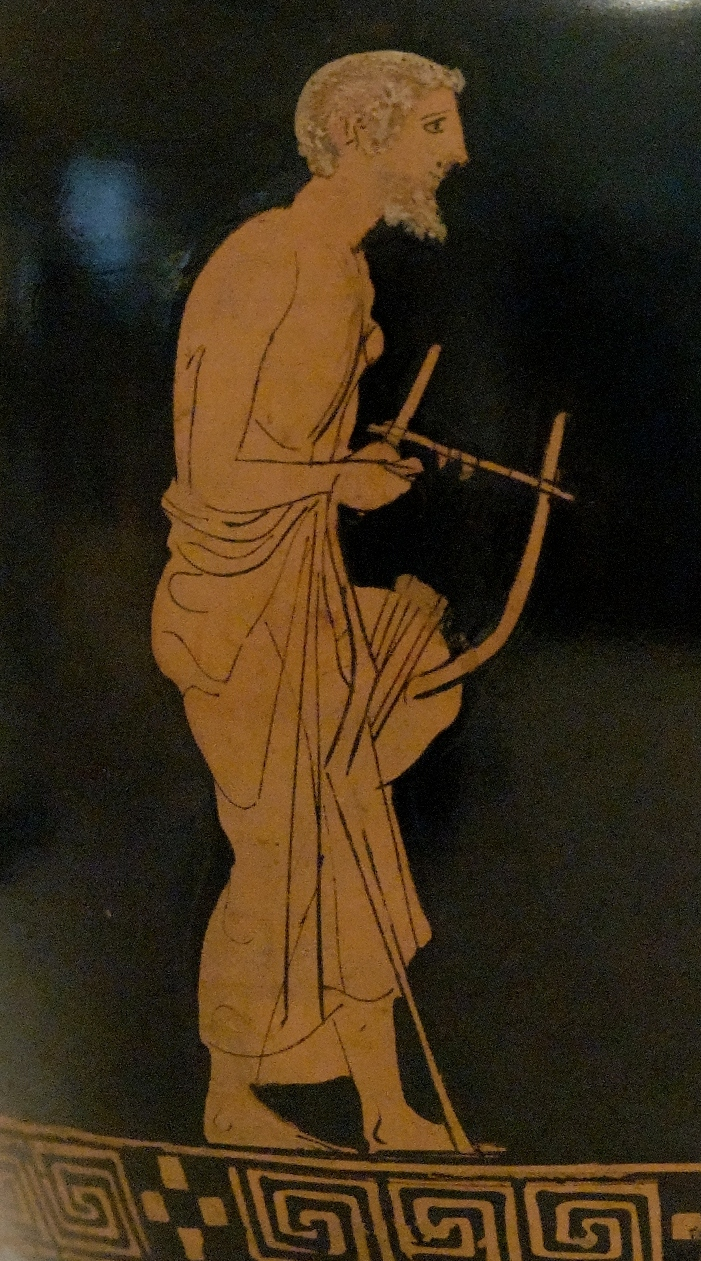
Professeur de lyre. Détail d'une amphore attique, v. 440-430 av. J.-C. (Petit Palais, Paris).

Damon d'Athènes ou Damon d'Oé, dit Damon le Musicien, fils de Damonidès, est un musicien et musicologue du Ve siècle av. J.-C., originaire du dème athénien d'Oé (parfois appelé « Oa »). On le tient pour avoir été le précepteur et le conseiller de Périclès.

## Musicien ou conseiller?
Le champ d'expertise de Damon était censé concerner la musicologie, mais certains pensent que ce n'était qu'une manière détournée d'étendre son influence sur les affaires d'État. On dit ainsi que Damon est celui qui conseilla à Périclès de rétribuer les jurés pour leurs services. Cette mesure fut largement critiquée et l'on dit qu'il fut banni pour cela, probablement dans le dernier tiers du Ve siècle av. J.-C.
Platon évoque souvent Damon, dans sa République, comme le musicien expert à qui il faut s'en référer pour les détails de l'éducation musicale. Damon est encore cité par Platon comme élève du sophiste Prodicos et d'Agathoclès, qui se serait servi de ses talents musicaux pour devenir sophiste. La Constitution d'Athènes d'Aristote mentionne un certain "Damonidès" comme conseiller de Périclès, mais cette version est presque unanimement considérée comme une erreur de copie : le texte original dit plutôt « Damon, fils de Damonidès » ; cela semble d'ailleurs confirmé par des ostraka retrouvés portant le nom "Damon fils de Damonidès".

## L'aspect musical
Certaines des recherches de Damon concernaient les harmonies, classifiant et décrivant leurs diverses formes. Certains universitaires le regardent comme le créateur des catégories -hyper et -hypo (comme dans l'Hypophrygien). Il aurait fait de même avec les mètres poétiques. Par-delà cet aspect technique, son travail a aussi porté sur les conséquences sociales et politiques de la musique, à travers ce qu'on a appelé ensuite « l'éthique musicale ». Il fut le premier à étudier les effets des différents types de musique sur l'humeur des gens. Selon R. Wallace, ce fut l'intérêt que porta Périclès à ces recherches en vue de contrôler le peuple qui amena au bannissement de Damon.